# Bovec
Bovec (izgovarjava [ˈbɔːʋəts] () ali [ˈboːʋəts]; italijansko Plezzo, nemško Flitsch, furlansko Pleç) je slovensko mesto z okoli 1600 prebivalci (2020) in središče občine Bovec. 
Naselje leži pod južnim pobočjem Rombona, na najvišji soški terasi, ob severnem robu Bovške kotline. Poleg Rombona kotlino obdajajo na jugu Polovnik, na vzhodu Javoršček, na severovzhodu pa Svinjak in visokogorsko kraško Kaninsko pogorje.
Med Javorščkom in Svinjakom v kotlino priteče reka Soča, med Svinjakom in Rombonom pa reka Koritnica. Južno od Bovca teče obdobni potok Gereš, zahodno pa Globoki potok. Oba se izlivata v potok Glijun, ki je desni pritok Soče.

## Zgodovina
Na jugozahodnem območju Bovca so odkrili kamnito puščico, že pred desetletji pa kamnito orodje, kar je značilno za konec kamene dobe in zgodnjo bronasto dobo (od konca 5. tisočletja do prve polovice 2. tisočletja pred našim štetjem). Te hribovske najdbe nakazujejo potek starih poti proti Koroški. Iz Bovca je tudi bronast polnoročajni meč, iz Murne glave pa bronasto bodalo izpred več kot treh tisočletij. 
Osamelec Ravelnik (tudi Rabeljk) ob robu Bovškega polja je bil poseljen že v halštatski dobi kot utrjena višinska naselbina. Imela je mogočno obzidje, katerega ostanki so vidni še danes. Na različnih točkah v Bovcu (Ograjnica, Radolje, v Bislih, Kasarne) so bili najdeni grobovi iz 5. do 4. stoletja pr. n. št. 
Že v 1. st. pr. n. št. je tod vodila rimska cesta iz Akvileje v Noriško kraljestvo. O rabi priča najdba rimskega srebrnika s Kluž, kovanega leta 91 pr. n. št. Na Bovškem polju sta se izoblikovali dve poselitveni jedri. Na Ravelniku so našli bronasta kipca Minerve in Herkula ter odlomke še treh kipcev. To kaže na svetišče ob poti. Drugo naselje je bilo na območju današnje cerkve Device Marije v Polju. Tu so odkrili ostanke ville rustice, ki je delovala od 1. do 4. stoletja.
Zgodnjesrednjeveško poselitev v sredini ali drugi polovici 8. stoletja kaže okostni grob z ogrlico iz steklenih jagod najden ob cerkvi Marije v Polju. Železna sekira iz 9. ali 10. stoletja, najdena v dolini Možnice, sega v čas, ko so tu že živeli Slovenci in verjetno že prevzeli krščanstvo. 
Naselje se prvič omenja leta 1174, ko je grad v Klužah postal strateško pomembnejši od Ravelnika.
Med prvo svetovno vojno je na Bovškem in v dolini Soče potekala frontna črta med italijansko in avstro-ogrsko vojsko. Spopadi na območju Rombona, Bovške kotline, Ravelnika, Slatenika, Krnskega pogorja ter pogorja nad Tolminsko kotlino in Kobaridom so za seboj pustili številne utrdbe, kaverne, strelske jarke, ostaline in pokopališča, ki jih danes povezuje Pot miru. 
Bovec je mesto od leta 1951, sestavljajo ga: Dvor, Mala vas, Trg Golobarskih žrtev, Kot, Brdo, Klanc, Rupa, Ledina, apartmajsko naselje Kaninska vas, industrijska cona ter zaselki Ravna, Ravni Laz, Vodenca, Za Šijo in Zavrzelno. Zidane stavbe bovškega tipa so nove, ker je del naselja leta 1903 uničil požar, med boji v prvi svetovni vojni pa je bilo skoraj v celoti porušeno. Kljub temu je tudi po obnovi ohranilo prvotno podobo. Ob glavni ulici so dvonadstropne hiše mestnega videza. 

### Naravne nesreče
Bovec ves čas pretresajo različne naravne nesreče. Med zadnje spadajo močnejši potresi (1976, 1998, 2004) in zemeljski plaz v Logu pod Mangartom (2000), ki je izrazito spremenil podobo pokrajine.

### Bovec danes
Veliko ljudi je zaposlenih v turizmu, čeprav je industrija še vedno glavni vir zaslužka. Tu je kovinska industrija Letrika. V mestu je več hotelov in gostišč. Turistično ponudbo dopolnjujejo športno letališče, ki leži okoli 800 m južno od mesta, kamp in leta 1973 zgrajena krožna kabinska žičnica, smučišča Kanin, ki je bila obnovljena konec leta 2016.

## Znamenitosti
Ob vhodu v dolino Bavšico je dobro ohranjena trdnjava Kluže, ki je bila zelo pomembna med napoleonskimi vojnami. Ob križišču cest proti Predelu in Vršiču je avstrijsko vojaško pokopališče.
Na predlog Slovenskega etnografskega muzeja je bil junija 2021 bovški govor sprejet v register nesnovne kulturne dediščine Republike Slovenije.

### Sakralna dediščina
V središču naselja stoji prvotno gotska, kasneje v neoromanskem slogu prezidana župnijska cerkev svetega Urha do katere vodi monumentalno stopnišče. 
Zraven kampa je gotska cerkev device Marije v Polju iz 16. stoletja. V prvi svetovni vojni je bila cerkev močno poškodovana. Po vojni je bila njena zunanja podoba delno spremenjena, v notranjosti so se ohranile le freske na levi strani slavoloka.

## Znane osebnosti
V Bovcu se je rodil pravnik Stojan Pretnar in slovenski dirigent in skladatelj Ambrož Čopi.

## Galerija
- Pogled na Bovec iz zraka
- Bovško letališče
- Svinjak, gora nad Bovcem
- Hotel ALP, Bušk plec v ozadju Svinjak